# Yéyé
Yé-yé är en fransk musikgenre från 1960-talet; den influerade från popen och handlar ofta om kärlek och strulet kring denna.